# World Asylum
World Asylum è il quarto album dei Leatherwolf, pubblicato nel 2006 per la Massacre Records.
Il disco venne ri-realizzato nel 2007 con il titolo di New World Asylum per l'etichetta N.I.L.8 Records, con una copertina leggermente diversa. A differenza della versione precedente, partecipò alle registrazioni il vecchio cantante Michael Olivieri al posto di Wade Black.

## Tracce
1. I Am the Law (Gayer, Roberts) 3:34
2. King of the Ward (Gayer, Roberts) 4:11
3. Behind the Gun (Gayer, Roberts) 4:55
4. Live or Die (Black, Gayer, Roberts) 4:17
5. Disconnect (Gayer, Roberts) 4:20
6. Dr. Wicked (Rx O. D.) (Gayer, Roberts) 5:12
7. Institutions (Gayer, Roberts) 4:19
8. Derailed (Black, Gayer, Roberts) 3:11
9. The Grail (Gayer, Roberts) 6:37
10. Never Again (Gayer, Roberts) 5:28

### Bonus track (solo Giappone)
- 11. Tools of Discipline [live] 05:10

## Formazione
- Wade Black - voce (solo nella versione del 2006 intitolata World Asylum)
- Mike Olivieri - voce, chitarra (solo nella versione ri-registrata intitolata New World Asylum)
- Geoff Gayer - chitarra
- Eric Halpern - chitarra
- Pete Perez - basso
- Dean Roberts - batteria